# Grupo Musical e Desportivo União e Progresso
O Grupo Musical e Desportivo União e Progresso é uma colectividade fundada no dia 1 de Maio de 1913, em Azeitão, na freguesia de S. Simão em Vendas de Azeitão, denominada na altura por "Solidó", um agrupamento musical composto por músicos de colectividades locais.
Durante o período em que se tratava apenas de um agrupamento musical, ao longo dos seguintes vinte anos à sua fundação, sofreu algumas dificuldades devido a  perturbações políticas e sociais, e em 1934 foram reunidos esforços e o espírito de pessoas nas quais se destacaram Serafim dos Santos,  Virgílio Pereira,  Carlos José da Costa,  Alexandre Cardoso,  Custódio Pato e João Patrício que decidiram reorganizar e redinamizar o agrupamento, surgindo assim a colectividade Grupo Musical e Desportivo União e Progresso.
Desse momento em diante, a colectividade tem investido em diversas actividades nas áreas recreativas, culturais, desportivas e sociais, com o intuito de manter a comunidade activa e presente, com fins quer educacionais, quer humanos e sociais.
Através de festas populares, colóquios, exposições, torneios desportivos e participando em desfiles etnográficos, carnavalescos, marchas populares, a colectividade centenária atribui especial importância à proximidade com a comunidade.

## Modalidades
1. Ballet Clássico
2. Karaté
3. Futsal
4. Ténis de Mesa
5. Andebol
6. BTT
7. Oficina Musical
8. Danças de Salão
9. Ginástica (Ginástica, Hip-Hop, Classe para crianças, Step)

Conta com mais de 220 participantes de todas as idades desde os 4 anos.

## Fatos históricos
- Agosto de 1999 - Foi-lhe atribuído o estatuto de Colectividade de Utilidade Pública (DR Nº185 - 2ª Série);
- 2001 - Foi-lhe concedida a medalha de ouro da cidade de Setúbal;
- 2004 - Apadrinha as atividades da Escola Primária de Vendas de Azeitão;
- 2007 - Introdução da modalidade de Futsal, com a criação das Escolinhas coordenadas pelo professor Artur Repolho;
- 2012 - Estreia-se em competições de Futsal com o escalão de Infantis (idades entre os 9 e os 12 anos), organizado pela Associação de Futebol de Setúbal.

## Instituições filiadas
- Confederação Portuguesa das Colectividades de Cultura, Recreio e Desporto [1]
- Federação das Colectividades do Distrito de Setúbal[2]
- Federação de Andebol de Portugal[3]
- Federação Portuguesa de Futebol[4]
- Associação de Futebol de Setúbal[5]
- Associação do Carnaval e Outros Eventos de Setúbal
- Associação Cultural Sebastião da Gama[6]
- Associação Portuguesa de Karaté Shotokan[7]